# شهرستان هیگاشی‌مورا، واکایاما

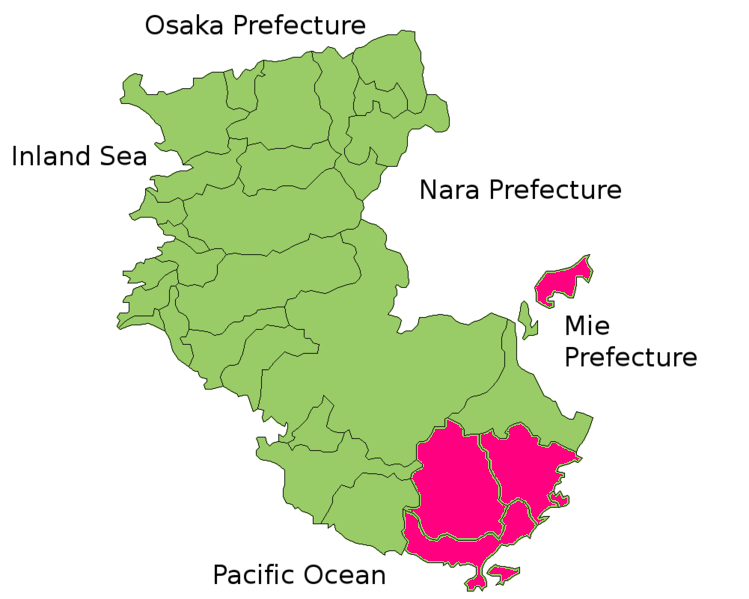

شهرستان هیگاشی‌مورا (انگلیسی: Higashimuro District, Wakayama) یکی از شهرستان‌های ژاپن است که در استان واکایاما در ژاپن واقع شده‌است.